# سيراس كينغ
سيراس كينغ هو محامي وسياسي أمريكي، ولد في 6 سبتمبر 1772 في Scarborough, Maine ‏ في الولايات المتحدة، وتوفي في 25 أبريل 1817 في ساكو في الولايات المتحدة. نشط حزبياً في الحزب الفيدرالي الأمريكي. وقد انتخب عضو مجلس النواب الأمريكي ‏.